# Джон Гріндер
Джон Грі́ндер (англ. John Grinder; 10 січня 1940, Детройт, США) — американський лінгвіст, автор та спікер. Гріндер є співавтором нейролінгвістичного програмування(НЛП), яке він розробив разом із Річардом Бендлером. 

## Життя та кар'єра
Гріндер закінчив Університет Сан-Франциско здобувши ступінь психології на початку 1960-х. Потім Гріндер вступив до армії Сполучених Штатів і служив капітаном у спецназі США в Європі під час холодної війни. Служив в Південній Америці і Африці полковим перекладачем, володів кількома іноземними мовами: італійською, німецькою, мовою жителів Самоа. Одного разу, під час однієї з військових операцій, потрапив в африканське село, де на диво швидко вивчив мову Суахілі. Джон почав з вивчення поведінкової мови і завершив вивченням вербальної. По суті вже тоді він займався тим, що згодом в НЛП назвуть "моделюванням". Після цього він продовжив працювати в розвідувальному агентстві США в Німеччині, Італії та Югославії. 
Наприкінці 1960-х він повернувся до коледжу, щоб вивчати лінгвістику, і отримав ступінь доктора філософії в Університеті Каліфорнії, Сан-Дієго, в 1971 р. 
На початку 1970-х Гріндер працював у лабораторії Джорджа Міллера в Університеті Рокфеллера. Отримавши докторський ступінь, Гріндер обійняв посаду асистента на факультеті лінгвістики Каліфорнійського університету в Санта-Крус (UCSC). Він займався викладанням на бакалавраті, викладанням в аспірантурі та дослідженнями. Його дослідження зосереджувались на теоріях Ноама Чомскі про трансформаційну граматику, що спеціалізується на явищах синтаксису та делеції. Він опублікував кілька дослідницьких робіт з Полом Поштом про синтаксичні структури, що стосуються "зниклих попередніх джерел" або відсутніх паразитних прогалин для займенника. Вони стверджували, що синтаксична структура видаленої дієслівної фрази є повною. 
Гріндер у співавторстві із Сюзетт Елджін створив підручник з мовознавства під назвою "Керівництво з трансформаційної граматики: історія, теорія, практика". У 2005 році Гріндер опублікував "Кроки до екології виникнення" разом із Томом Маллоєм та Кармен Бостік Сент-Клер у журналі "Кібернетика та знання людини".

## Розвиток нейролінгвістичного програмування (НЛП)
У 1972 році Річард Бендлер звернувся до Гріндера за допомогою у конкретних аспектах моделювання гештальт-терапії. Бендлер, разом із Френком Пучеліком, проводив багато часу, записуючи та редагуючи записи Фріца Перлза (засновника гештальт-терапії) і навчився гештальт-терапії під час напружених групових занять. Через деякий час Гріндера запросили взяти участь у групових дискусіях. Гріндер звернувся до Бендлера та Пучеліка з деякими спостереженнями та питаннями. Бендлер, Пучелік і Гріндер об'єдналися у дуже тісну групу. Хоча це тріо було головною рушійною силою, в університеті було ще кілька студентів, які зробли вагомий внесок. Зрештою, години неоплачуваних досліджень суттєво сприяли формуванню сучасного НЛП.
Звідси Гіндер та Бендлер змоделювали різні когнітивні поведінкові моделі таких терапевтів, як Перлз та Мілтон Еріксон. В результаті були опубліковані "Структура магічних томів І і ІІ"(1975, 1976), "Шаблони гіпнотичних методів" Мілтона Еріксона, "Томи І і ІІ"(1975, 1977) та "Зміни із сім'ями"(1976). Ця робота лягла в основу методології, яка стала основою нейролінгвістичного програмування.
У 1977 році Бендлер попросив видалити Пучеліка з групи з особистих причин. Згодом Гріндер і Бендлер та група їхніх сподвижників різко розійшлись і перестали працювати разом. Деякі книги Гріндера і Бендлера на деякий час вийшли з друку через юридичні проблеми між співавторами. Бендлер намагався вимагати юридичної власності на термін нейролінгвістичне програмування. Однак це було визнано загальним терміном, тому не могло бути товарним знаком. Гріндер і Бендлер врегулювали свої вимоги приблизно у 2001 році, звільнивши платформу для майбутнього розвитку НЛП як легітимної сфери діяльності.

## Новий код НЛП
У 1982 - 1987 роках під впливом антрополога та теоретика систем Грегорі Бейтсона, який приділяв увагу екології як психологічній конструкції, Гріндер та Джудіт ДеЛозье співпрацювали над розробкою "Нового кодексу НЛП". Гріндер та ДеЛозье представили естетичну основу для "класичного кодексу" НЛП, яка пояснює участь екології та несвідомого розуму в зміні роботи. "Екологія" у НЛП передбачає повагу цілісності системи в цілому при оцінці змін до цієї системи; "система" в цьому випадку включає модель світу людини та наслідки цієї моделі в оточенні людини. Коротко кажучи, цей розгляд передбачає постановку запитань на кшталт "Які очікувані наслідки цієї зміни? Які ще наслідки може мати ця зміна та чи бажані ці ефекти? Ця зміна все ще е гарною ідеєю?". Джон Гріндер та Кармен Бостік Сен-Клер продовжили розробку Нового кодексу НЛП. Починаючи з 2014 року Гріндер та Бостік Сен-Клер продовжують представляти публічні семінари з НЛП на міжнародному рівні. У 2001 році Гріндер (разом із Бостік Сен-Клер) опублікував "Шепіт не вітрі" із "набором рекомендацій щодо того, як конкретно НЛП може вдосконалити свою практику та зайняти належне місце як науково обґрунтована діяльність із чітким фокусом на моделюванні крайнощів поведінки людини: досконалість і високі показники, які насправді це роблять". З тих пір Гріндер наполегливо заохочує прийняти зобов'язання щодо того, що він вважає основною діяльністю НЛП: моделювання.

## Наукова праця

### Лінгвістика
- John Grinder. Conjunct splitting in Samoan // Linguistic Notes from La Jolla (La Jolla, CA). — University of California, San Diego, Dept. of Linguistics, 1969. — Т. 2. — С. 46—79.

- John Grinder. Super Equi-NP Deletion // Papers from the Sixth Regional Meeting, Chicago Linguistic Society[en] :  [англ.]. — University of Chicago, 1970. — С. 297—317.
- John Grinder. On Deletion Phenomena in English. — University of California, San Diego, 1971. — Т. Dissertation Abstracts: Section A. Humanities and Social Science (PhD. linguistics).
- John Grinder, Paul Postal[en]. A Global Constraint on Deletion :  [англ.] // Linguistic Inquiry : journal. — MIT Press. — Vol. 2, № 1. — С. 110—112. — JSTOR 4177614.
- John Grinder. Double Indices :  [англ.] // Linguistic Inquiry : journal. — MIT Press. — Vol. 2, № 4. — С. 572. — JSTOR 4177667.
- John Grinder. Chains of Co-reference :  [англ.] // Linguistic Inquiry : journal. — MIT Press. — Vol. 2, № 2. — С. 183—202. — JSTOR 4177624.
- John Grinder, Paul Postal[en]. Missing Antecedents :  [англ.] // Linguistic Inquiry : journal. — MIT Press. — Vol. 2, № 3. — С. 269—312. — JSTOR 4177639.
- John Grinder. A Reply to Super Equi-NP Deletion as Dative Deletion // Papers from the Seventh Regional meeting, Chicago Linguistic Society[en] :  [англ.] / Douglas, A.. — Chicago, Illinois., 1971. — С. 101—111.
- John Grinder. On the Cycle in Syntax // Syntax and Semantics I / John P. Kimball. — New York, Academic Press, 1972. — С. 81—112.

- John Grinder and Suzette Elgin. Bully for Us // Syntax and Semantics. — Los Angeles, CA: Academic Press, 1975. — Т. 4. — С. 239—247.
- John Grinder, Suzette Elgin. A Guide to Transformational Grammar: History, Theory, Practice :  [англ.]. — Austin, TX: Holt, Rinehart and Winston[en], 1973. — ISBN 0-03-080126-5.
- John Grinder. On deletion phenomena in English. — The Hauge: Mouton, 1976. — Т. Janua linguarum. Series minor. — ISBN 90-279-3005-8.

### НЛП
- Bandler, Richard.; John Grinder. The Structure of Magic I: A Book About Language and Therapy :  [англ.]. — Palo Alto, CA: Science and Behavior Books, 1975a. — ISBN 0-8314-0044-7.
- Bandler, Richard.; John Grinder. The Structure of Magic II: A Book About Communication and Change :  [англ.]. — Palo Alto, CA: Science and Behavior Books, 1975b. — ISBN 0-8314-0049-8.
- Virginia Satir., Grinder, John., and Bandler, Richard. Changing with Families: a book about further education for being human :  [англ.]. — Palo Alto, CA: Science and Behavior Books, 1976. — ISBN 0-8314-0051-X.
- Grinder, John.; Richard Bandler. Patterns of the Hypnotic Techniques of Milton H. Erickson, M.D. Volume I :  [англ.]. — Cupertino, CA: Meta Publications, 1976. — ISBN 1-55552-052-9.
- Grinder, John., Richard Bandler, and Judith Delozier. Patterns of the Hypnotic Techniques of Milton H. Erickson, M.D. Volume II :  [англ.]. — Cupertino, CA: Meta Publications, 1977. — ISBN 1-55552-053-7.
- John Grinder; Richard Bandler. Frogs into Princes: Neuro Linguistic Programming :  [англ.]. — Moab, UT: Real People Press., 1979. — С. 194pp. — ISBN 0-911226-19-2.
- Dilts, Robert., John Grinder, Richard Bandler, Leslie Cameron-Bandler, and Judith Delozier. Neuro-Linguistic Programming: Volume I: The Study of the Structure of Subjective Experience :  [англ.]. — Scotts Valley, CA: Meta Publications, 1980. — ISBN 0-916990-07-9.
- Grinder, John.; Richard Bandler; Connirae Andreas (ed.). Trance-Formations: Neuro-Linguistic Programming and the Structure of Hypnosis :  [англ.]. — Moab, UT: Real People Press, 1981. — ISBN 0-911226-23-0.
- Grinder, John.; Richard Bandler. Reframing: Neuro-linguistic programming and the transformation of meaning :  [англ.]. — Moab, UT: Real People Press, 1983. — ISBN 0-911226-25-7.
- Grinder, John (ed.), and Frank Pucelik (ed.). Origins of Neuro Linguistic Programming. — Crown House, 2013. — С. 288. — ISBN 978-1845908584.

### Новий код НЛП
- Grinder, John.; Judith DeLozier. Turtles All the Way Down: Prerequisites to Personal Genius :  [англ.]. — Scotts Valley, CA: Grinder & Associates, 1987. — ISBN 1-55552-022-7.
- Grinder, John.; Michael McMaster. Precision: A New Approach to Communication: How to Get the Information You Need to Get Results :  [англ.]. — Scotts Valley, CA: Grinder & Associates, 1993. — ISBN 1-55552-049-9.
- Charlotte Bretto Milliner (ed.)., John Grinder (ed.) and Sylvia Topel (ed.). Leaves before the wind: leading edge applications of NLP :  [англ.]. — Scotts Valley, CA: Grinder & Associates, 1994. — ISBN 1-55552-051-0.
- Carmen Bostic St Clair; John Grinder. Whispering in the Wind. — Scotts Valley, CA: J & C Enterprises, 2001. — ISBN 0-9717223-0-7.